# Résidence du Repaire
La résidence du Repaire est un édifice situé à Saint-Front-sur-Nizonne, en France.

## Localisation
La résidence est située sur le territoire de la commune de Saint-Front-sur-Nizonne, à 1 km du village sur une hauteur dominant la Nizonne, dans le département de la Dordogne, en région Nouvelle-Aquitaine.

## Description
La résidence du Repaire est un édifice construit selon un plan barlong. La façade principale au nord est cantonnée de deux tours cylindriques. L'angle sud-ouest est occupé par une grosse tour carrée. La façade principale est percée de deux fenêtres qui ouvrent en retrait sous des arcs à peine brisés.

## Historique
La résidence du Repaire date du XIIIe siècle, elle est inscrite au titre des monuments historiques par arrêté du 29 avril 1999,.